# Amazon Prime Video
Amazon Prime Video, sau simplu Prime Video, este un serviciu de internet de abonare video on-demand de streaming over-the-top și închiriere american deținut de Amazon care este oferit ca un serviciu independent sau ca parte a abonării la Amazon Prime. Serviciul se ocupă în principal cu distribuția de filme și seriale coproduse de Amazon MGM Studios sau licențiate de Amazon, ca Originale Amazon, cu serviciul de asemenea prezentând conținut de la alți furnizori, suplimente de conținut, evenimente sportive în direct și servicii de închiriere și cumpărături video.
Operând mondial, serviciul are nevoie de o abonare completă la Prime pentru a fi accesat. În țări ca Statele Unite, Regatul Unit și Germania, serviciul poate fi accesat fără o abonare completă la Prime, iar în Australia, Canada, Franța, India, Turcia și Italia se poate accesa doar printr-un site web dedicat. Prime Video de asemenea oferă servicii de completare de conținut cu numele de Amazon Channels, sau Prime Video Channels, care permit utilizatorilor să se aboneze la servicii de abonare video adiționale de la alți furnizori de conținut din cadrul Prime Video.
Lansat pe 7 septembrie 2006 ca Amazon Unbox în Statele Unite, serviciul a crescut cu o librărie expansivă, și a adăugat calitatea de membru Prime Video după dezvoltarea abonamentului Prime. A fost apoi redenumit ca Amazon Instant Video on Demand. În 2011, după ce a cumpărat LoveFilm, un serviciu de streaming și DVD-ul prin mail pentru filme din Regatul Unit, Prime Video a fost inclus cu abonamentul Prime în Regatul Unit, Germania și Austria în 2014, valabil cu planul de 8,99 de £/€ pe lună, continuând planul LoveFilm Instant. Serviciul a fost disponibil anterior în Norvegia, Danemarca și Suedia în 2012, dar a fost terminat în 2013. Pe 18 aprilie 2016, Prime Video a fost despărțit de Amazon Prime în Statele Unite pentru 8,99 de $ pe lună.
Pe 14 decembrie 2016, Prime Video a fost lansat mondial (cu excepția Chinei continentale, Cuba, Iran, Coreea de Sud și Siria) extinzându-și acoperirea dincolo de Statele Unite, Regatul Unit, Germania, Austria și Japonia. Printre noile teritorii, serviciul a fost inclus cu Prime în Belgia, Brazilia, Canada, Franța, India, Irlanda, Italia, Polonia, Turcia și Spania, în timp ce pentru restul teritoriilor a fost făcut disponibil pentru un preț promoțional de 2,99 de €/$ pe lună pentru primele cinci luni și 5,99 de €/$ pe lună după aceea.
Alături de Amazon MGM Studios, Prime Video constituie o jumătate din calitatea de membru a lui Amazon în Asociația Cineaștilor din America (MPA), căruia i s-a alăturat în 1 octombrie 2024.

## Vezi și
- Rețea de distribuție de conținut